# Walking with a Ghost (EP)
Walking With a Ghost är en EP av den amerikanska rockduon The White Stripes. Den släpptes i december 2005, sex månader efter albumet Get Behind Me Satan.
Titelspåret är en cover på en låt av den kanadensiska musikgruppen Tegan and Sara, resten av låtarna är inspelade live.

## Låtlista
1. "Walking With a Ghost" (Sara Quin, Tegan Quin) - 2:49
2. "Same Boy You've Always Known (Live)" (Jack White) - 3:14
3. "As Ugly as I Seem (Live)" (White) - 5:06
4. "The Denial Twist (Live)" (White) - 2:37
5. "Screwdriver (Live)" (White) - 5:14